# Општина Олтени (Телеорман)
Олтени (рум. Olteni) општина је у Румунији у округу Телеорман.
Oпштина се налази на надморској висини од 77 m.